# Тунель Голланда
40°43′39″ пн. ш. 74°01′17″ зх. д. / 40.7275° пн. ш. 74.021389° зх. д.
Тунель Голланда (англ. Holland Tunnel) — подвійний автомобільний тунель під річкою Гудзон, що з'єднує Нью-Йоркський округ Мангеттен з Джерсі-Сіті в штаті Нью-Джерсі. Через тунель проходить міжштатна автомагістраль I-78.
Тунель був побудований в 1920—1927 роках. за проектом Кліффорда Мілберна Голланда (англ. Clifford Milburn Holland). Тунель будо відкрито 13 листопада 1927 року. Спочатку тунель називався автомобільним тунелем під річкою Гудзон (англ. Hudson River Vehicular Tunnel), але був перейменований на честь Голланда після його смерті, що сталася до завершення будівництва.
Це один із найстаріших тунелів з механічною вентиляцією — 84 вентилятори забезпечують обмін повітря в тунелі кожні 90 секунд. У 1982 році Тунель Голланда був визнаний національним історичним пам'ятником цивільної і механічної Інженерії (National Historic Civil and Mechanical Engineering Landmark), а в 1993 році — національним історичним пам'ятником (National Historic Landmark).
13 травня 1949 року в південному тунелі вибухнула вантажівка, що перевозила сірковуглець. В результаті стеля тунелю була пошкоджена, але загиблих серед людей не було.
Північний тунель, який прямує на захід (від Нью-Йорка до Джерсі-Сіті), має довжину 2608 м, тоді як південний тунель що веде у зворотному напрямку — 2551 м. Рух у кожному тунелі відбувається по двосмуговій дорозі шириною 6,1. м. Висота тунелю — 3,8 м. Глибина тунелю на 28,5 м нижче середнього рівня річки.